# میکی ناگاساوا
میکی ناگاساوا (انگلیسی: Miki Nagasawa؛ زادهٔ ۱۱ ژوئیهٔ ۱۹۷۰) صداپیشه، و مجری رادیو اهل ژاپن است. وی از سال ۱۹۹۴ میلادی تاکنون مشغول فعالیت بوده‌است. او صداپیشگی شخصیت‌های شناخته شده‌ای در مجموعه‌های تلویزیونی انیمه‌ای همچون پرنسس خون‌آشام میو، تسوروکو آیومارا در لاو هینا، ودی در دفتر مرگ، مایا ایبوکی در نئون جنسیس اونگلیون، و هلن در کلیمور انجام داده‌است. در بازی‌های ویدئویی او صداپیشگی شلیندا در فاینال فانتزی ۱۰ و ایکس-۲، کویُو در گنجی: طلوع سامورایی، کارین در سایه قلب‌ها: پیمان، و کمی در کپ‌کام در برابر اس‌ان‌کی ۲ را بر عهده داشت.